# أوديسوس فيلاناس
أوديسوس فيلاناس (بالهولندية: Odysseus Velanas)‏ (5 يونيو 1998 بساموس في اليونان - ) هو لاعب كرة قدم هولندي في مركز الوسط. لعب مع نادي أوترخت.

## روابط خارجية
- أوديسوس فيلاناس على موقع قاعدة بيانات كرة القدم.إي يو (الإنجليزية)
- أوديسوس فيلاناس على موقع Soccerway.com (الإنجليزية)
- أوديسوس فيلاناس على موقع عالم كرة القدم.نت (الإنجليزية)